# 聖露西亞駐華大使館
聖露西亞駐華大使館（英語：Embassy of Saint Lucia in the Republic of China），又稱聖露西亞大使館（Embassy of Saint Lucia），是聖露西亞設置在中華民國臺北市的大使館，位於士林區天母西路62巷9號6樓。2015年設置，為聖露西亞在亞洲地區開設的第一個大使館。